# 維塔利·甘切夫
維塔利·康斯坦丁諾維奇·甘切夫（羅馬化：Vitaliy Konstantinovich Ganchev；1975年5月24日—），烏克蘭親俄合作者，盧甘斯克人民共和國政治人物，前烏克蘭警察，中校軍銜。其2014年起任「盧甘斯克人民共和國內政部」佐夫特涅夫區政府經濟安全處處長，中校軍銜。甘切夫2022年6月3日獲盧甘斯克人民共和國任命就職俄羅斯佔領區的哈爾科夫州州長，直到同年10月3日俄軍從哈爾科夫佔領區撤出後，隨即流亡俄羅斯。

## 生平
甘切夫於1975年5月24日出生於哈爾科夫州哈爾科夫。1990年其畢業於哈爾科夫第31中學，2008年畢業於國家內政學院。其曾在烏克蘭內政部任職，2011年在公民、移民和個人登記辦公室工作，2013年任傑爾加喬夫區內政部副部長，軍銜先是少校，後是中校。

## 政治活動
2014年，他支持烏克蘭東南部的親俄抗議活動。2015年7月，他被盧甘斯克人民共和國列入尋求合作的烏克蘭人員名單。根據烏克蘭網站和非政府組織《和平締造者》中心的說法，甘切夫搬到了盧甘斯克州，在那裡他獲得了盧甘斯克人民共和國內政部佐夫特涅夫區經濟安全處處長的職位，中校軍銜。其後他被哈爾科夫州檢察官辦公室以涉嫌叛國罪和合作活動而被通緝。
2022年俄羅斯入侵烏克蘭，2022年3月，在俄羅斯佔領哈爾科夫州部分地區後，甘切夫成為俄佔哈爾科夫臨時負責人。2022年3月底，他在沃爾昌斯克定居。2022年6月3日，在庫皮揚斯克舉行的俄羅斯佔領區代表會議上，他被選為俄佔哈爾科夫州長。
2022年，烏軍發動哈爾科夫反攻，大約於2022年9月8日，俄佔哈爾科夫首府由庫皮揚斯克被轉移到沃爾昌斯克，但在9月10日左右，俄軍也自這座城市敗退後，甘切夫逃往俄羅斯別爾哥羅德州。有報導提供甘切夫、俄佔伊久姆市長弗拉迪斯拉夫·索科洛夫（Владислав Соколов）、別爾哥羅德州州長維亞切斯拉夫·格拉德科夫與統一俄羅斯總委員會秘書安德烈·圖爾恰克（Андрей Турчак）一同視察烏俄邊境難民營的照片。